# Neduba castanea
Neduba castanea är en insektsart som först beskrevs av Scudder, S.H. 1899.  Neduba castanea ingår i släktet Neduba och familjen vårtbitare. Inga underarter finns listade i Catalogue of Life.